# Benedikt Ried

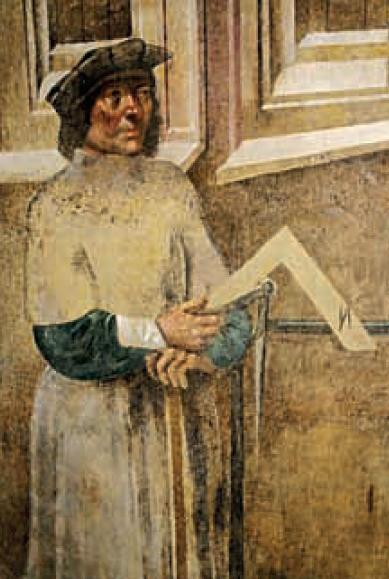
Benedikt Ried

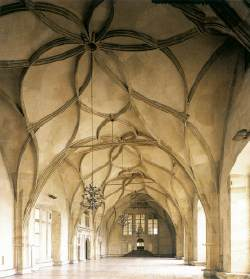
Vladislavsaal auf der Prager Burg

Benedikt Ried (auch: Ried von Piesting; tschechisch Rejt z Pístova; * um 1454 in Landshut, Teilherzogtum Bayern-Landshut; † 30. Oktober 1534 in Laun, Böhmen) war ein bayrisch-böhmischer Baumeister und Architekt der Spätgotik und der Renaissance.

## Leben
Benedikt Ried wurde vermutlich um 1454 im bayerischen Landshut geboren und an der Passauer Dombauhütte ausgebildet. Wahrscheinlich wurde er um 1485 zunächst als Fachmann für die neuen Artillerierondelle nach Prag berufen und gewann dort großen Einfluss beim Wiederaufblühen der Kunsttätigkeit. König Vladislav II. beauftragte ihn 1490 mit dem spätgotischen Ausbau der Prager Burg und der königlichen Burg Pürglitz. Da Vladislav II. im selben Jahr seine Residenz von Prag nach Ofen verlegte, wollte er damit die Stadt Prag und das Land für den Verlust der Hofhaltung entschädigen. In Laun, wo er 1520–1538 die St.-Nikolaus-Kirche errichtete, die ein Meisterwerk der böhmischen Spätgotik darstellt, erwarb er die Bürgerrechte und wurde als „Benedict von Laun“ (Beneš z Loun) bekannt. Er starb 1534 in Laun und fand seine letzte Ruhestätte in der St-Nikolaus-Kirche. Am südöstlichen Abhang der Prager Burg ist ein kleines Gässchen nach ihm benannt.

## Werke
- ab etwa 1485: Artillerierondelle auf der Nordseite der Prager Burg (zugeschrieben)
- 1490–1509 Ausbau der Prager Burg einschließlich Ludwigstrakt, Vladislavsaal und Reitertreppe im Alten Königspalast
- 1490–? Ausbau der königlichen Burg Pürglitz
- 1495–1500 St.-Annen-Kirche, Vilnius
- 1512–1532 St.-Barbara-Kirche, Kuttenberg
- 1520–1538 St.-Nikolaus-Kirche in Laun
- 1520–1530 Schloss Blatná
- 1530 fertiggestellt: Burg Schwihau für Botho Schwihau von Riesenberg, im Stil der süddeutschen Spätgotik